# Svindleren fra Kalifornien
Svindleren fra Kalifornien er en amerikansk stumfilm fra 1919 af Marshall Neilan.

## Medvirkende
- Anita Stewart som Judith Rutledge
- Spottiswoode Aitken som David Rutledge
- Frank Currier som James Warren
- Mahlon Hamilton som Fred Warren
- Thomas Holding som Jim Warren